# Йосип Юрчевич
Йосип Юрчевич (хорв. Josip Jurčević; нар. 19 квітня 1951, Студенці) — хорватський історик, науковий співробітник Інституту суспільних наук ім. Іво Пілара, професор факультету хорватських студій Загребського університету.

## Життєпис
Народився у Студенцях біля Імотського в 1951 році. В дитинстві переїхав із батьками в Загреб. Початкову і середню школу закінчив у Загребі.
1975 року закінчив філософський факультет Загребського університету за фахом «історія та філософія». 1996 року на цьому ж факультеті завершив магістратуру, захистивши дипломну роботу на тему «Проблеми вивчення жертв Другої світової війни на території Хорватії» (Problemi proučavanja žrtava Drugoga svjetskog rata na području Hrvatske). 2000 року здобув докторський ступінь, захистивши дисертацію на тему «Репресивність югославської системи в Хорватії 1945 року» (Represivnost jugoslavenskog sustava u Hrvatskoj 1945. godine).
Упродовж Хорватської весни 1970—1971 років був членом Університетського парламенту та студентського комітету філософського факультету. Отримавши диплом, не міг влаштуватися на постійну роботу і певний час працював у початкових та середніх школах, а також на туристичних та інших підприємствах Загреба, а з 1981 року займався різними ремеслами та вжитковим мистецтвом.
Після впровадження в Хорватії 1990 року багатопартійної системи, почав досліджувати партизанські злочини на території країни, доклав зусиль до виявлення та публічного представлення післявоєнних жертв у карстовому проваллі Язовка та долучився до заснування «Хорватського товариства досліджень жертв війни та повоєнного часу» (хорв. Hrvatsko društvo za istraživanje žrtava rata i poraća), де його обрали головою.
Був добровольцем війни за незалежність з весни 1991 року. Влітку того ж року став одним із засновників добровольчого підрозділу, який через кілька місяців переріс у хорватську секретну службу (з 1993 р. — Хорватська розвідувальна служба). У хорватській армії у 1991—1992 роках дослужився до майора (хорв. bojnik). Став одним із засновників «Інформаційно-психологічної діяльності Міноборони» (Informativno psihološka djelatnost MORH-a) та першим директором «Центрального архіву Міноборони» (Središnjeg arhiva MORH-a). Долучався до діяльності спілок і об'єднань, породжених війною за незалежність. З 1994 по 1997 рік працював незалежним радником у Комісії з питань ідентифікації воєнних і післявоєнних жертв парламенту Хорватії. 
З 1997 року перебуває на посаді співробітника Інституту суспільних наук ім. Іво Пілара в Загребі. Викладає курс «Загальна історія ХХ століття» на відділенні історії факультету хорватських студій Загребського університету, курс «Історія становлення сучасної хорватської держави» на відділенні журналістики факультету хорватських студій Загребського університету та курс «Всесвітня історія ХХ століття» на педагогічному факультеті Осієцького університету.
Публікує у журналах і збірниках наукові та фахові праці з сучасної історії Хорватії, а центральними темами його досліджень є жертви Другої світової війни та післявоєнного часу, війна за незалежність і хорватська діаспора. Був членом редакційної колегії та одним із авторів монографії «Вуковар, одвічне хорватське місто на Дунаї» (Vukovar vjekovni hrvatski grad na Dunavu), а також членом редколегії та автором низки статей у Хорватському лексиконі. Брав участь у вітчизняних і міжнародних наукових конференціях та очолював декілька проєктів. Також долучився до постановки кількох документальних фільмів. Пише фейлетони та фахові газетні статті. 
На президентських виборах 2009—2010 Юрчевич балотувався як незалежний кандидат і набрав 2,74% голосів. Спочатку він був членом політичного руху «Хорватський ріст — ХРАСТ», але на виборах у парламент 2011 року приєднався до партійної коаліції «Союз за Хорватію» та проходив по її виборчому списку як представник від Хорватської демохристиянської партії.
З 2004 року є членом Ради Уряду Республіки Хорватія з питань підготовки друзів суду у Міжнародному кримінальному суді для території колишньої Югославії. У січні 2016 року перший за ліком міністр ветеранів в уряді Тихомира Орешковича Міро Црноя призначив його своїм радником.
Член братства «Брати Хорватського змія» — товариства, яке опікується хорватською культурною спадщиною. 
Одружений, батько сімох дітей.

## Твори
Найзначніші його книжки такі:
- Виникнення міфу про Ясеноваць: проблеми вивчення жертв Другої світової війни на території Хорватії (хорв. Nastanak jasenovačkog mita: problemi proučavanja žrtava Drugog svjetskog rata na području Hrvatske; 2005) ISBN 953668201X[9][10]
- Бляйбург: югославські повоєнні злочини проти хорватів (хорв. Bleiburg: jugoslavenski poratni zločini nad Hrvatima; 2005) ISBN 9539504309[11][12]
- Чорна книга комунізму в Хорватії (хорв. Crna knjiga komunizma u Hrvatskoj; 2006) ISBN 9537379000[13]
- Ставлення Республіки Хорватія до Боснії та Герцеговини 1990—1995 (хорв. Odnos Republike Hrvatske prema Bosni i Hercegovini 1990. - 1995.; 2009) ISBN 9789539504333[14]
- Приховані місця страти і гробовища югославських комуністичних злочинів (хорв. Prikrivena stratišta i grobišta jugoslavenskih komunističkih zločina; 2012) ISBN 9789539504357[15]
- Slučaj Perković: spašavanje zločinačke budućnosti (2013) ISBN 9789539504364[16][17]
- Сто років терору Югославії та комунізму в Хорватії (хорв. Stogodišnji teror jugoslavenstva i komunizma u Hrvatskoj; 2015) ISBN 9789539504371[18]
- Heroji hrvatskoga Domovinskog rata: svjedočanstva (2017) ISBN 9789539504395

## Нагороди
- 2014: премія ім. Любиці Штефана, за всю тодішню історично-дослідницьку працю і особливо за книжку «Справа Перковича — рятування злочинного майбутнього» (хорв. Slučaj Perković - spašavanje zločinačke budućnosti).
- 2017: премія «Ми були перші, коли було треба» за книжку «Герої хорватської Вітчизняної війни: свідчення» (хорв. Heroji hrvatskoga Domovinskog rata: svjedočanstva)[19]